# Ernesto Balmaceda

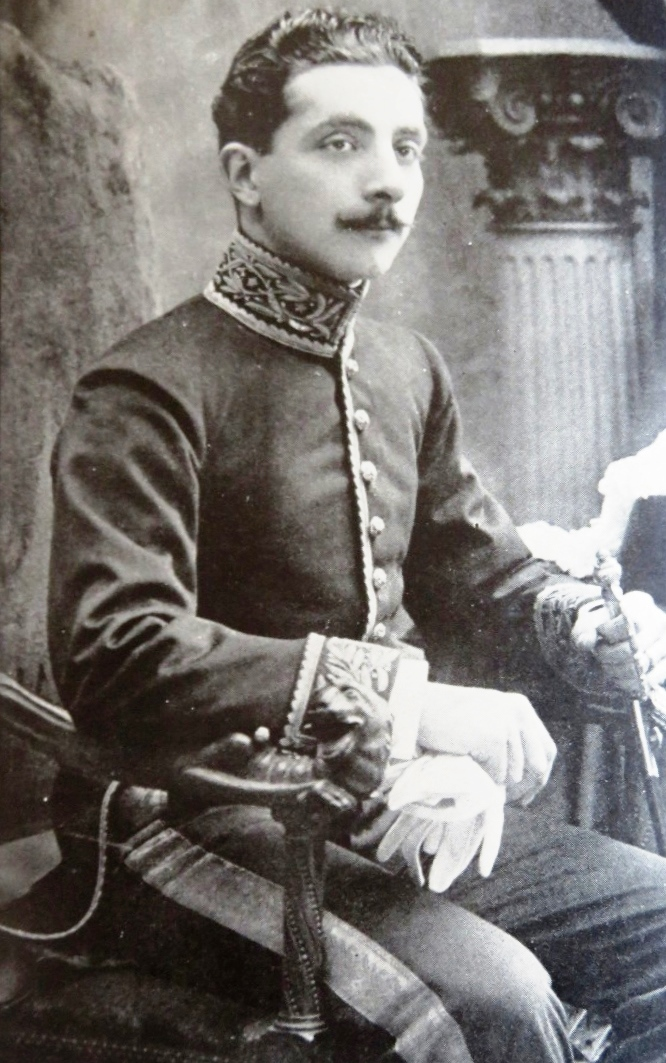
Ernesto Balmaceda Bello (1885?-1906)

Ernesto Balmaceda Bello (1885/1886 - Brussel 24 februari 1906) was een medewerker van de Chileense diplomatieke vertegenwoordiging in België. Hij werd op 24 februari 1906 doodgeschoten door Carlos Waddington, zoon van de zaakgelastigde. Dit schandaal werd breed uitgemeten in de internationale pers.

## Familieachtergrond
Ernesto Balmaceda was de zoon van José Rafael Balmaceda Fernández (1850-1911) en Ana Bello Codesido. Zijn vader, een invloedrijk politicus, was de jongere broer van José Manuel Balmaceda Fernández (1840-1891), president van Chili van 1886 tot 1891 en zijn moeder van de zus van Emilio Bello Codesido (1868-1963), waarnemend president van Chili in 1925. Via zijn moederskant was hij ook de achterkleinzoon van de dichter en filosoof Andrés Bello (1781-1865).
Als kind bezocht Ernesto de militaire academie, maar werd op veertienjarige leeftijd geschorst.

## Moord
Ernesto Balmaceda werd in juli 1905, na een rondreis door Europa, toegevoegd aan de Chileense diplomatieke missie (legatie) in Brussel aan de Abdijstraat. De hoogste Chileens diplomaat in België was op dat moment de chargé d'affaires Don Luis Waddington Urrutia (1859-1927), die twee kinderen had: Carlos, zijn zestienjarige zoon en Adelaïde, zijn negentienjarige dochter. Na zijn aankomst in Brussel werden Ernesto en Carlos de beste vrienden. 
Na verloop van tijd maakte Ernesto de schone Adelaïde het hof. Hij was voornemens om zich met haar te verloven en haar te trouwen, maar zijn oom, Emilio Bello, maande hem te wachten. De ouders van Adelaïde waren niet onverdeeld gelukkig met het voornemen van hun dochter om met Ernesto te trouwen. Zij vonden Ernesto - pas twintig - nog te jong om met hun dochter te trouwen, bovendien beschikte de familie Waddington, anders dan de familie Balmaceda niet over uitgebreide financiële middelen. Don Luis reisde zelfs naar Parijs, waar Don Emilio Bello - die namens de familie optrad - zich op dat moment bevond, om over de zaak te spreken. Tot opluchting van Don Luis bleek Don Emilio er hetzelfde over te denken: een huwelijk was uitgesloten. Ernesto en Adelaïde bleven elkaar al die tijd gewoon zien. Ernesto drong er bij Don Luis op aan om toch zijn toestemming te geven voor een huwelijk. Don Luis bleek onvermurwbaar; hij stuurde in januari 1906 een aantal telegrammen naar Rafael Balmaceda, de vader van Ernesto, om zijn zoon tot rede te brengen.
Kort hierop volgde een gesprek tussen het jonge koppel en de ouders van Adelaïde. In niet mis te verstane bewoordingen dwongen zij hun dochter de relatie met Ernesto af te breken. Toen Adelaïde evenwel aan haar ouders opbiechtte dat Emilio haar geschaakt had en zij daardoor zwanger geworden was - en Ernesto dat bevestigde, - ging er een schok door de ouders heen. Onder die omstandigheden was een huwelijk onvermijdelijk. Don Rafael werd van de nieuwe ontwikkelingen op de hoogte gesteld en ook hij kwam tot de conclusie dat er getrouwd moest worden. Het huwelijk zou zo spoedig mogelijk volgen. Daarmee leek de zaak afgedaan, ware het niet dat Ernesto zijn twijfels behield of het wel zo verstandig was om met Adelaïde te trouwen. Hij was blijkbaar niet zo zeker van zijn liefde voor Adelaïde, want in een eerdere brief aan zijn vader schreef hij deze om toch vooral niet zijn toestemming te geven voor het huwelijk. Naar eigen zeggen was zijn liefde voor Adelaïde sterk bekoeld toen hij erachter was gekomen dat zij relaties met andere mannen onderhield. Ernesto schreef in een nieuwe brief aan zijn vader om te polsen of het niet mogelijk was om overgeplaatst te worden naar een andere diplomatieke vertegenwoordiging, bij voorkeur Londen. Intussen zou hij Adelaïde aan het lijntje houden.
Op 23 februari kwam het tot een ernstige ruzie tussen Ernesto en Adelaïde, waarvan Carlos, de jonge broer van Adelaïde en vriend van Ernesto, getuige was. Carlos getuigde later voor de rechtbank dat Ernesto zijn zuster een klap in het gezicht gaf. Diezelfde dag stuurde Ernesto een telegram naar zijn vader om onmiddellijk 100 dollar over te schrijven zodat hij zo spoedig mogelijk Brussel kon verlaten. 
Op 24 februari bevonden Ernesto en de ouders van de verloofde zich op een feestmaal bij wederzijdse vrienden. Na afloop ging Ernesto naar de legatie aan de Abdijstraat en had er een ernstige woordenwisseling met Adelaïde en haar moeder, Isabel Waddington. Ernesto gaf toe: Het speet hem enorm, maar hij kon niet trouwen omdat hem ter ore was gekomen dat Adelaïde zich had ingelaten met andere mannen. Hij had brieven van andere mannen gevonden die aan Adelaïde waren gericht. Hij was er nu niet meer zeker van dat Adelaïde door zijn toedoen zwanger was geworden. Hij zou binnenkort Brussel verruilen voor Washington. Hij dreigde het gedrag van Adelaïde wereldkundig te maken als de familie Waddington hem niet liet gaan. Ernesto verliet daarop de legatie en ging daarop naar zijn kamer in het pension aan de Vleurgatsesteenweg waar hij gezelschap kreeg van een van zijn vrienden, Javier Rengifo. Eigenlijk had Ernesto die avond nog een afspraak met Carlos in een café, maar toen Ernesto niet kwam opdagen ging Carlos naar huis en vernam van zijn moeder de hele voorgeschiedenis. Het was toen, zo getuigde Carlos later, voor het eerst dat hij te horen kreeg dat zijn zuster zwanger was. In woede ontstoken en haast niet voor rede vatbaar besloot Carlos de geschonden familie-eer te wreken. Hij nam twee van zijn revolvers en huurde een rijtuig om naar het pension aan de Vleurgatsesteenweg te gaan.
Ernesto besloot Carlos binnen te laten en de laatste eiste een onmiddellijke genoegdoening: Ernesto moest zo spoedig mogelijk in het huwelijk treden met zijn zuster. Toen Ernesto uiteindelijk toegaf dat hij nooit zou trouwen met Adelaïde haalde Carlos zijn revolvers tevoorschijn en schoot ze beide leeg op Ernesto. Het slachtoffer werd geraakt in het hart, het hoofd en de borst.
Na de moord nam Carlos Waddington zijn toevlucht in de Chileense legatie waar hij zich bij zijn vader voegde. Toen de politie arriveerde om Carlos in te rekenen beriep deze zich op zijn diplomatieke onschendbaarheid. Bovendien merkte men op dat de legatie Chileens grondgebied was waardoor het de politie niet was toegestaan om tot een arrestatie over te gaan. De moord ging als een lopend vuurtje door de Belgische hoofdstad en al spoedig verzamelde zich een woedende menigte buiten de legatie die de onmiddellijke overgave van Carlos Waddington eisten, verbolgen als zij waren over het hooghartige optreden van de diplomatenzoon. Omdat de autoriteiten een lynchpartij vreesden, werd een politiecordon ingesteld om de boze menigte buiten te houden. In overleg met het Chileense ministerie van Buitenlandse Zaken werd besloten dat Carlos zich zou overgeven aan de politie. Op 2 maart kon Carlos Waddington worden ingerekend.

## Proces

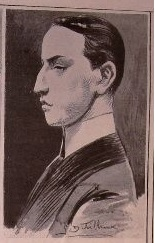
Carlos Waddington tijdens zijn proces in 1907

De publieke opinie ten opzichte van Carlos Waddington veranderde tijdens zijn proces in 1907 als een blad aan een boom. Toen het motief voor de moord duidelijk werd, keerde men zich tegen de familie van het slachtoffer. De jonge Carlos, die geen spijt had van zijn daad (hij had naar eigen zeggen "zijn plicht gedaan"), werd nu gezien als een soort held die het opnam voor de eer van zijn familie. Na een kort proces werd Carlos Waddington op 6 juli 1907 door de rechtbank vrijgesproken. Het pleidooi van zijn advocaat, Louis Huysmans, was misschien wel doorslaggevend geweest voor het oordeel van de jury.
Carlos Waddington trouwde in 1909 met Hazel May Owen. Adelaïde Waddington trouwde met Ernest Marshall.